# María Onetto
Pour les articles homonymes, voir Onetto.
María Onetto, née le 18 août 1966 à Buenos Aires et morte le 2 mars 2023 dans la même ville,  est une comédienne argentine de théâtre, télévision et cinéma.

## Biographie
Orpheline de père, elle grandit avec sa mère (qui travaille dans un collège) et sa sœur aînée, à Martínez (Buenos Aires). Bonne élève dans un lycée catholique, elle étudie ensuite la psychologie à l'université de Buenos Aires et commence à prendre des cours de théâtre. Elle intègre la compagnie Sportivo Teatral de Ricardo Bartís de 1991 à 1996, mais ne se dédie entièrement au théâtre que plus tard, à la suite de sa rencontre déterminante avec Rafael Spregelburd. Elle joue dans des classiques tels que Les sept fous de Roberto Arlt, La Maison de Bernarda Alba de Federico García Lorca ou Mort d'un commis voyageur d'Arthur Miller, dans les pièces contemporaines de Javier Daulte et Rafael Spregelburd, ou encore Le Dieu du carnage de Yasmina Reza. En 2011, la prestigieuse Fondation Konex lui remet l'un des cinq diplômes des plus importantes comédiennes argentines des années 2000.
María Onetto apparaît progressivement sur les écrans de télévision :  son interprétation de Leticia Monserrat dans la série Montecristo en 2006 lui vaut notamment un prix Martín Fierro, puis elle joue Noemí dans Killer Women en 2008 (après des rôles secondaires dans trois épisodes de la première saison en 2005) et Elsa Lipis dans Tratame bien en 2009. 
Au cinéma, après son rôle dans El otro de Ariel Rotter (Grand prix du jury de la Berlinale 2007), elle atteint une notoriété internationale grâce à son interprétation magistrale de Verónica, La Femme sans tête de Lucrecia Martel (en sélection officielle au Festival de Cannes 2008), qui lui vaut plusieurs prix dont le Condor d'argent de la meilleure actrice argentine.
Depuis, on l'a vue dans Puzzle de Natalia Smirnoff (sélectionné à Berlin), Les Nouveaux Sauvages de Damián Szifrón (sélectionné à Cannes et nommé aux Oscars), et toujours au théâtre comme dans La Mouette d'Anton Tchekhov sous la direction de Daniel Veronese.

## Filmographie partielle au cinéma
- 2007 : El otro d'Ariel Rotter : réceptionniste de l'hôtel
- 2008 : La Femme sans tête (La mujer sin cabeza) de Lucrecia Martel : Verónica
- 2009 : Puzzle (Rompecabezas) de Natalia Smirnoff : María del Carmen
- 2014 : Les Nouveaux Sauvages (Relatos salvajes) de Damián Szifrón : Helena